# Mitsubishi F-15J
Il Mitsubishi F-15J "Peace Eagle" è un caccia bimotore per la supremazia aerea usato esclusivamente dalle Forze aeree di autodifesa giapponesi. Il caccia è basato sul modello del McDonnell Douglas F-15 Eagle ed è prodotto sotto licenza dalle Mitsubishi Heavy Industries. È entrato in servizio nel 1981 con lo scopo di sostituire i caccia F-104J/DJ Starfighter e l'F-4EJ Phantom II impiegati in precedenza dalle Forze aeree di autodifesa giapponesi.
Le varianti principali del Mitsubishi F-15J sono l'F-15DJ e l'F-15J Kai, versione modernizzata dell'F-15J.

## Storia del progetto

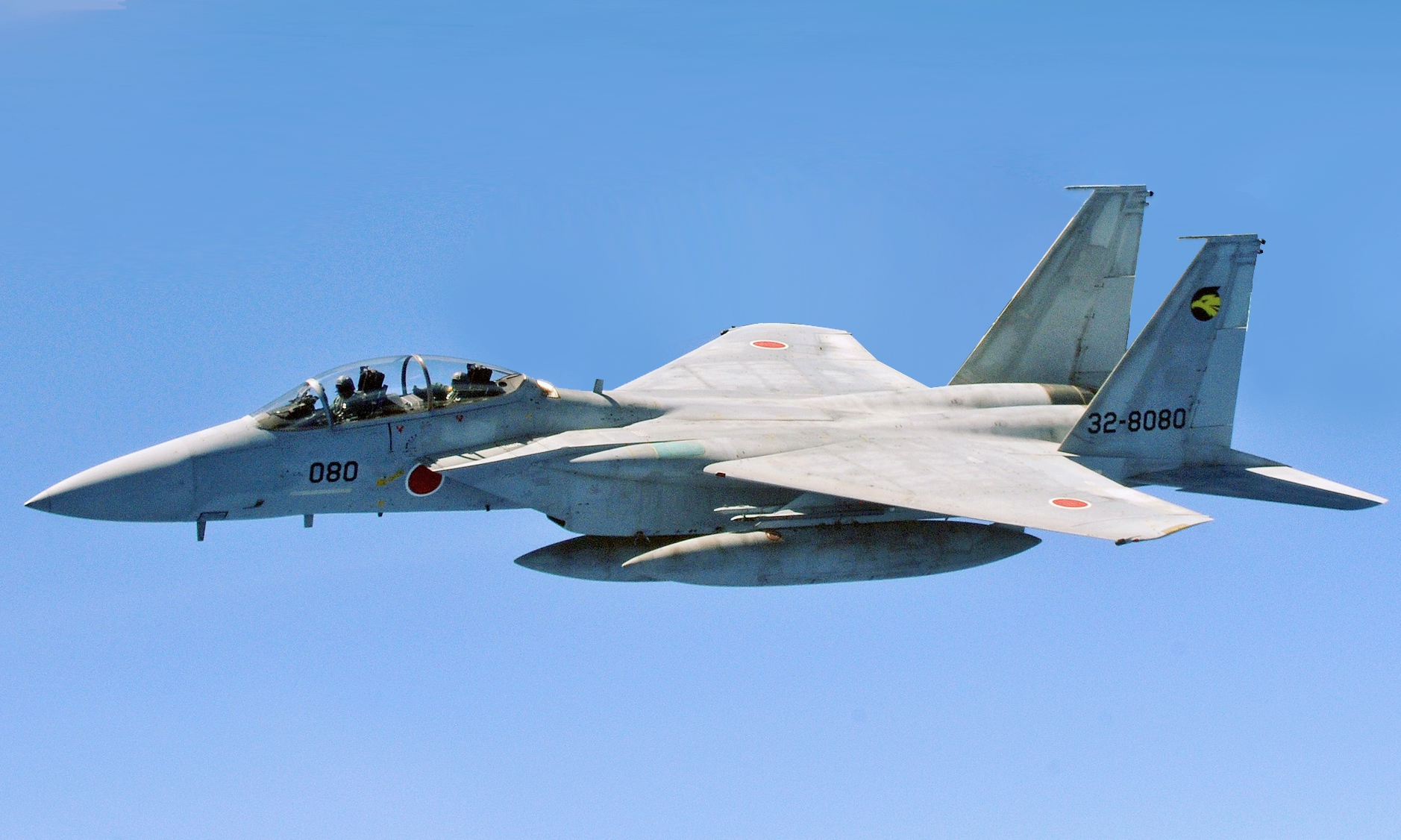
Un F-15DJ versione biposto.

Tra giugno e luglio del 1975 alcuni ufficiali giapponesi, presso la base aerea di Edwards AFB, sottoposero a un test di valutazione le prestazioni dell'F-15A/B Eagle come uno dei 13 possibili candidati per la sostituzione dell'F-104J/DJ Starfighter e dell'F-4EJ Phantom II. Nel dicembre del 1975 il Consiglio della Difesa Nazionale Giapponese annunciò che l'F-15 era stato scelto come nuovo caccia principale delle Forze aeree di autodifesa. Nell'aprile 1978, le Mitsubishi Heavy Industries furono scelte come appaltatrici principali e furono ottenute le licenze per l'F-15C / D.
I primi esemplari furono costruiti dalla McDonnell Douglas nella fabbrica di St. Louis in Missouri.  Il primo F-15J costruito a St. Louis fu consegnato all'Aeronautica degli Stati Uniti per il suo primo volo il 4 giugno 1980. In totale, vennero fabbricati negli Stati Uniti 2 F-15J e 20 F-15DJ, mentre di altri 8 F-15J vennero realizzati i componenti principali, che furono poi spediti in Giappone per l'assemblaggio finale da parte degli stabilimenti di Mitsubishi a Komaki. Il primo di questi (numero di serie 12–8803) fece il suo primo volo il 26 agosto 1981. In seguito, diverse aziende hanno diviso il lavoro per la produzione su licenza, ma l'assemblaggio finale degli apparecchi venne eseguito in tutti i casi da Mitsubishi.
Nel 1980, il governo giapponese fece domanda per l'aggiornamento dell'aeromobile tramite il Forum USA-Giappone ma tale richiesta fu respinta. Successivamente tali richieste vennero accettate dal governo statunitense, che apportò varie migliorie, tra cui i materiali impiegati.
In totale, le Forze aeree di autodifesa acquistarono 165 F-15J e 48 F-15DJ, per un numero complessivo di 213 esemplari.
Dalla fine degli anni novanta gli F-15J sono stati oggetto di un programma di modernizzazione denominato MSIP - Multi Stage Improvement Program (Programma di Miglioramento a Fasi Multiple).
Nel 2018 è stato confermato, durante l'Esposizione Aerospaziale di Tokyo, che la Boeing e gli Stati Uniti contribuiranno all'aggiornamento degli F-15J attraverso il programma Foreign Military Sales, dotando i nuovi Kai di un radar a scansione elettronica APG-82 e un sistema di contromisure elettroniche di ultima generazione.

## Design e differenze
Gli F-15J sono quasi identici agli F-15C, e le differenze principali consistono in:
- sostituzione del sistema di contromisure elettroniche AN/ALQ-135 con il sistema J/ALQ-8 prodotto in Giappone;
- sostituzione del ricevitore d'allerta radar AN/ALR-56 con il ricevitore J/APR-4;
- mancanza di supporto per l'armamento nucleare;
- nei modelli F-15J Kai l'installazione di un sensore IRST (Infra-red search and track) sul muso davanti all'abitacolo.

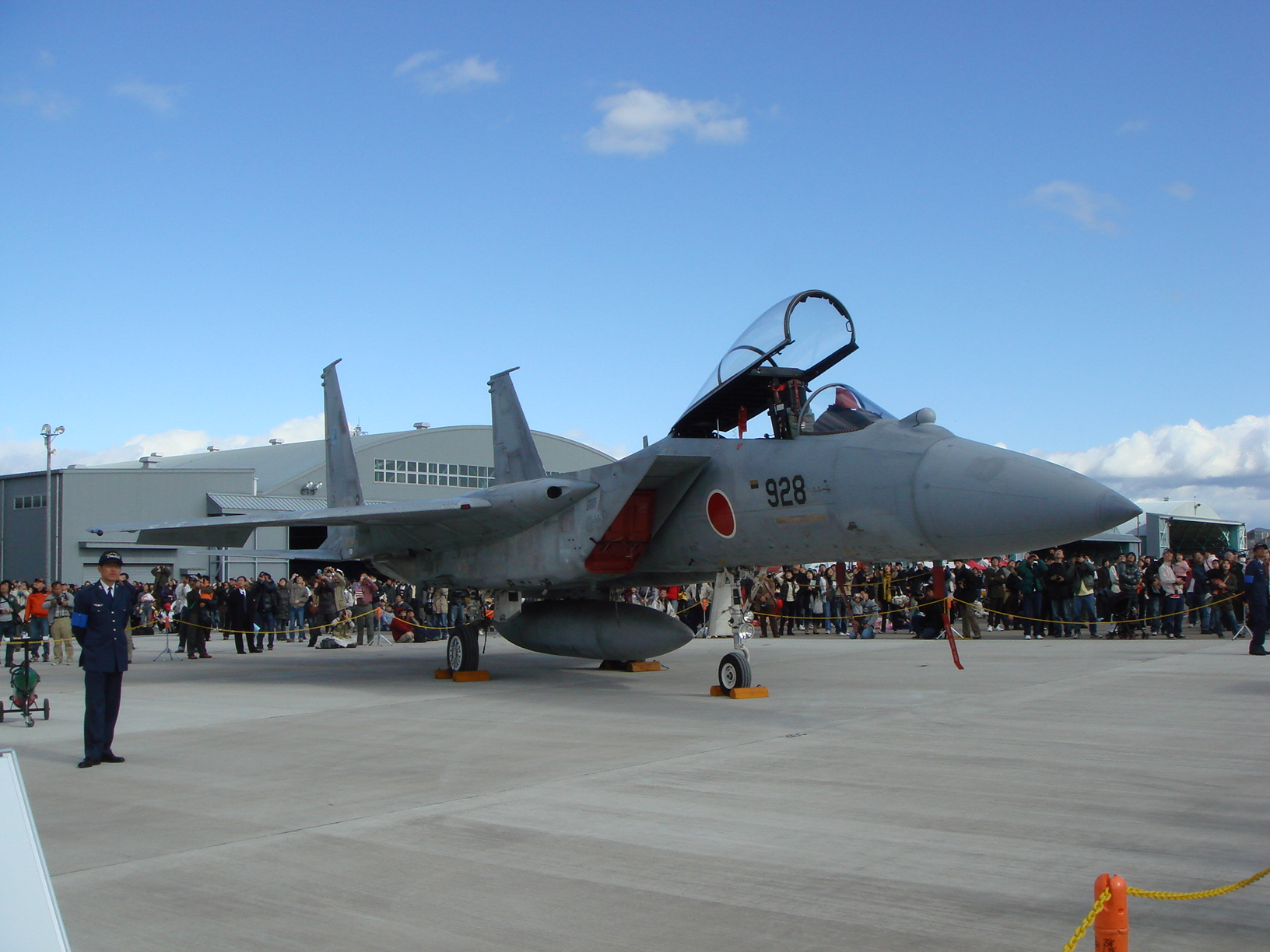
Una versione F-15J Kai con il tipico sensore IRST davanti all'abitacolo.

## Miglioramenti

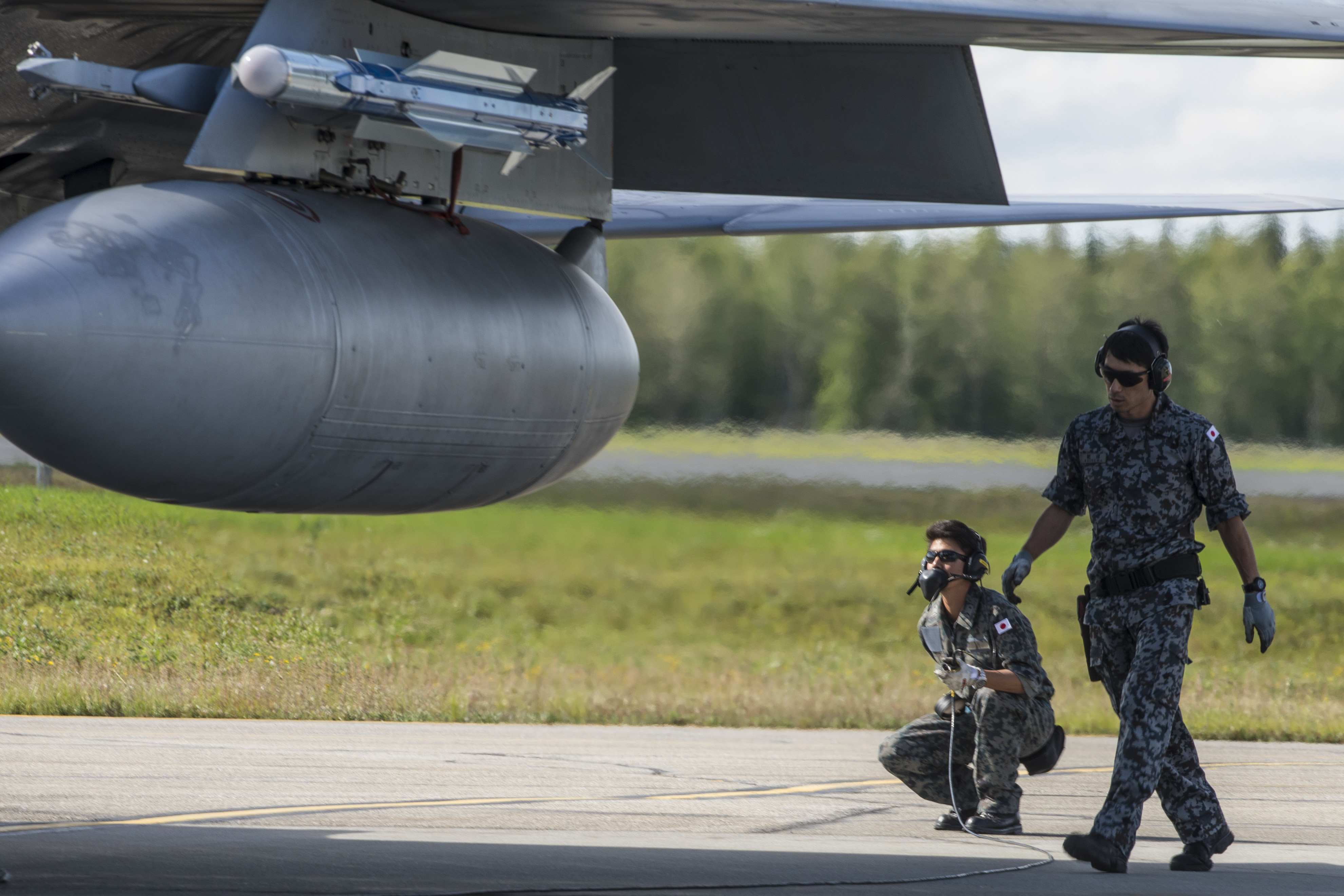
Un missile AAM-5 agganciato ad un pilone subalare di un caccia F-15J Eagle fotografato durante i controlli pre volo sulla Eielson Air Force Base, Alaska, il 14 agosto 2015, durante la Red Flag-Alaska (RF-A) 15-3.

Gli F-15J erano inizialmente armati con missili AIM-9 Sidewinder. In seguito sono stati adottati i missili Mitsubishi AAM-3 di fabbricazione giapponese: questi missili sono un derivato dei Sidewinder e presentano distintive alette anteriori "spinate". Successivamente sono stati integrati anche i missili Mitsubishi AAM-5 con tecnologia più avanzata e migliori caratteristiche. Invece gli AIM-7 Sparrow sono stati sostituiti con i più prestanti Mitsubishi AAM-4.
Nel 1991 i vecchi motori modello F100-PW-100 dell'F-15J vennero aggiornati implementando il controllo elettronico digitale del motore (DEEC) e adeguandoli allo standard 220E.
Nel 2003 Rockwell Collins strinse un accordo per assistere la Shimadzu Corp nello sviluppo di un nuovo armamento, il quale comprendeva armi aeree a corto e medio raggio.
Nel 2019 il Dipartimento della Difesa degli USA ha approvato la vendita di materiali per modificare e aggiornare una flotta di 98 velivoli Mitsubishi Eagle F-15J Kai. L'approvazione consentirà l'acquisto di 103 radar Raytheon APG-82 (v) 1  AESA (Active Electronically Scanned Array), che sono radar a scansione elettronica molto avanzati, 116 computer con sistema di missioni Boeing Advanced Display Core Processor II e 101 sistemi digitali di guerra elettronica BAE Systems ALQ-239 da installare nella flotta degli F-15J Kai, per un valore di circa 4,5 miliardi di dollari. Nel piano di modernizzazione sono inoltre inclusi sistemi di pianificazione delle missioni, i moduli anti-spoofing a disponibilità selettiva e le radio ARC-210 di Rockwell Collins. Questa nuova versione è stata chiamata con il nome di F-15 JSI (Japan Super Interceptor).

## Varianti

### F-15DJ
Variante biposto usata per l'addestramento. Mantiene comunque le capacità di combattimento, e può essere quindi utilizzata anche per il ruolo di caccia intercettore.

### F-15J Kai
Variante modernizzata dell'F-15J, soprannominata "Kai" (in giapponese "modificata"), definizione utilizzata dai media giapponesi in quanto inizialmente non era stata resa nota al pubblico una designazione ufficiale. Tuttavia nei documenti del Ministero della Difesa è apparsa anche la designazione F-15MJ, per indicare appunto questa versione, dove M significa "modernized".

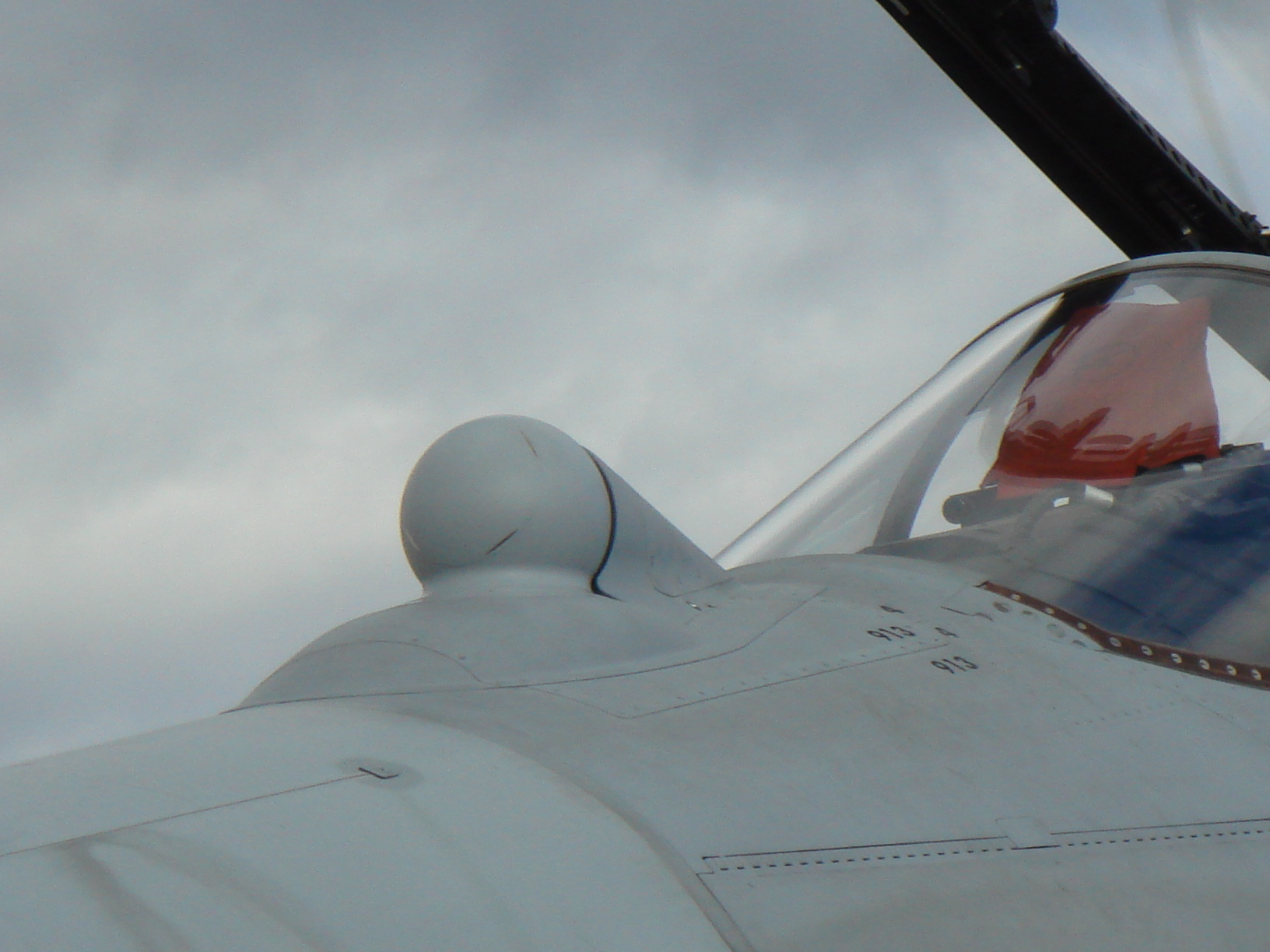
Il sensore IRST montato sul muso dell'F-15J Kai.

## Operatori

### Japan Air Self Defense Force (JASDF)[10]
- Base aerea di Chitose, 2ª Divisione Aerea, Forze Aeree del Nord
  - 201° Tactical Fighter Squadron
  - 203° Tactical Fighter Squadron
- Base aerea di Komatsu, 6ª Divisione Aerea, Forze Aeree Centrali
  - 303° Tactical Fighter Squadron
  - 306° Tactical Fighter Squadron
- Base aerea di Nyutabaru, 5ª Divisione Aerea, Forze Aeree dell'Ovest
  - 202° Tactical Fighter Squadron (1981-2000), sciolto e riformato come il 23º Squadrone d'Addestramento
  - 305° Tactical Fighter Squadron
- Base aerea di Naha, 9ª Divisione Aerea, Forze Aeree del Sud-Ovest
  - 204° Tactical Fighter Squadron
  - 304° Tactical Fighter Squadron

## Specifiche (F-15J)

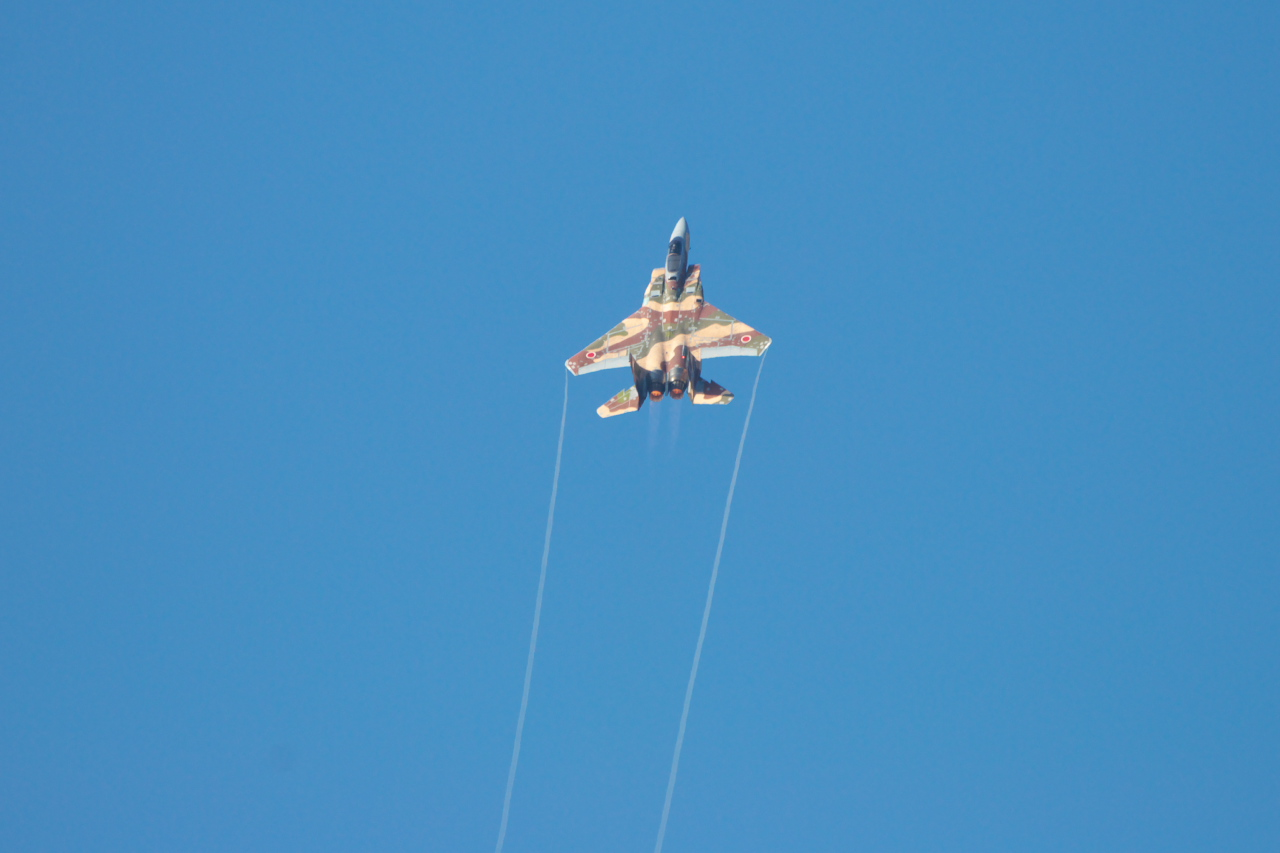
Esibizione presso la base aerea di Nyūtabaru - Mitsubishi F-15J

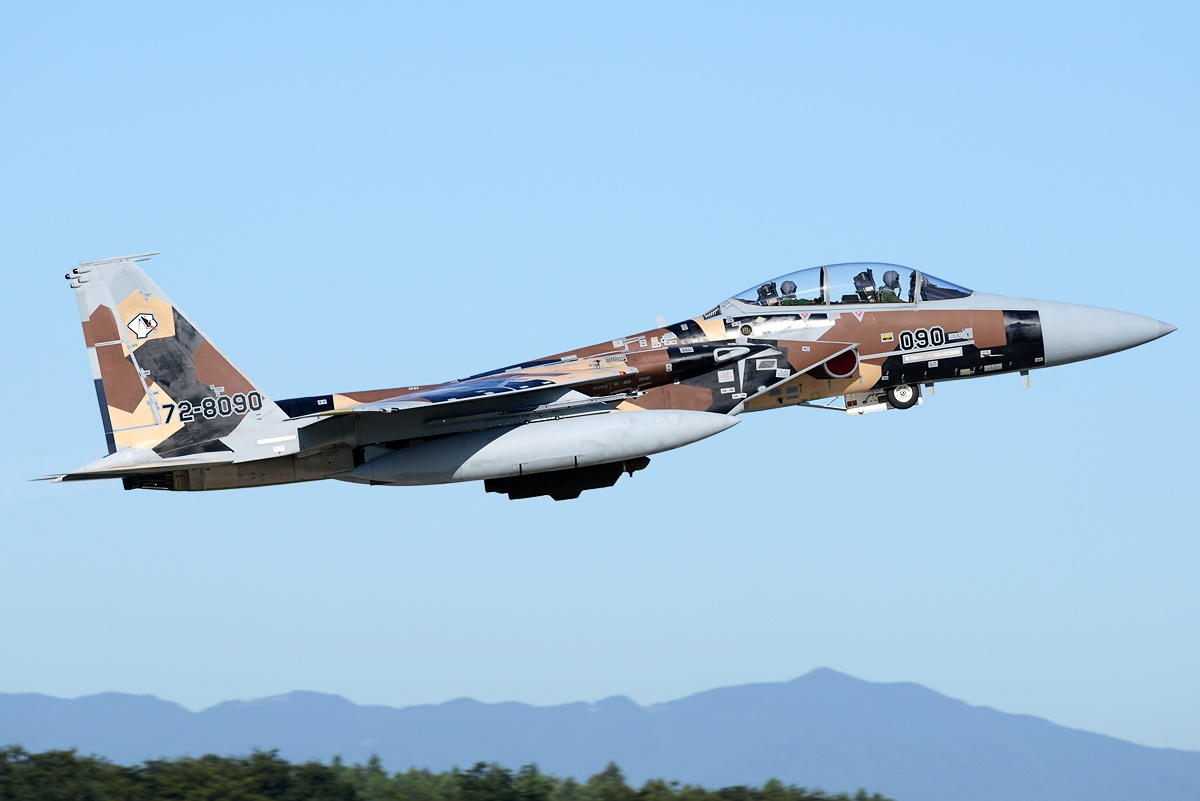
Un F-15DJ con un insolito camouflage del Tactical Fighter Training Group Aggressor Squadron.

### Caratteristiche generali[11]
- Equipaggio: 1
- Lunghezza: 19,45 m
- Altezza: 5,65 m
- Velocità: 2.665 km / h
- Peso a vuoto: 12.700 kg
- Peso lordo: 30.845 kg
- Armamenti:[12]
  - cannone M61 Vulcan da 20 mm × 1
  - missili a guida radar aria-aria × 4
  - missili infrarossi aria-aria × 4

### Motore
Il motore è un Pratt & Whitney F100 costruito sotto licenza dalla IHI Corporation.

#### Cannoni
- Cannone M61 Vulcan calibro 1 x 20 mm

#### Missili
- Mitsubishi AAM-3
- Mitsubishi AAM-4
- Mitsubishi AAM-4B
- Mitsubishi AAM-5
- AIM-7F/M Sparrow
- AIM-9L Sidewinder
- AIM-120 AMRAAM

#### Altro
- Bomba a grappolo CBU-87
- Bomba a caduta libera Mk 82

## Prestazioni
- Velocità massima: 2665 km/h
- Altitudine operativa massima: 19994.88 m
- Velocità di salita: 15,24 km/minuto[13]

## Cultura di massa
- Conta diverse apparizioni in alcuni capitoli della saga di Godzilla: in particolare in Godzilla contro Biollante, dove alcuni F-15J della JASDF attaccano il mostro mentre cerca di fare irruzione all'interno della centrale elettrica, e in Gojira × Megaguirus - G shōmetsu sakusen.
- L'F-15J Kai Plus, versione futuristica e migliorata del Kai, appare nell'anime Patlabor 2. Una versione omonima completa di alette canards e ugelli squadrati, probabilmente ispirata all'F-15 STOL/MTD, compare anche nel gioco Vector Thrust.
- L'F-15-J è apparso in diversi titoli della saga di Ace Combat, fra cui Ace Combat: Squadron Leader e Ace Combat 7.